# Aeroportul Internațional Foz do Iguaçu
Aeroportul Internațional Foz do Iguaçu (IATA: IGU, ICAO: SBFI) este un aeroport din Foz do Iguaçu, Paraná, Brazilia ce deservește zona Foz do Iguaçu. Aeroportul a fost tranzitat în 2022 de 1.505.636 de pasageri. A fost deschis în 1974 și numit după zona deservită.
Situat la o altitudine de 240 m, aeroportul dispune de 1 pistă. Este operat de Infraero⁠(d).

## Infrastructură

### Piste
Aeroportul dispune de o singură pistă. Pista 14/32 are suprafața de asfalt și dimensiunile 2.195 m × 45 m. 